# Đường cao tốc Diễn Châu – Bãi Vọt
Đường cao tốc Diễn Châu – Bãi Vọt (ký hiệu toàn tuyến là CT.01) là một đoạn đường cao tốc thuộc hệ thống đường cao tốc Bắc – Nam phía Đông và đường cao tốc Bắc – Nam phía Tây (đoạn Vinh – Bãi Vọt)  qua địa phận hai tỉnh Nghệ An và Hà Tĩnh.

## Thiết kế
Tuyến đường này dài khoảng 49,3 km (đoạn qua Nghệ An dài 44,40 km, đoạn qua Hà Tĩnh dài 4,9 km), điểm đầu tại nút giao Diễn Cát, tỉnh Nghệ An giao với Quốc lộ 7, nối tiếp với đường cao tốc Nghi Sơn – Diễn Châu và điểm cuối giao với Quốc lộ 8, kết nối với đường cao tốc Bãi Vọt – Hàm Nghi tại xã Đức Quang, tỉnh Hà Tĩnh. Giai đoạn 1 của đường cao tốc được phân kỳ đầu tư quy mô 4 làn xe không có làn dừng khẩn cấp, bố trí một số điểm dừng khẩn cấp cách quãng 4 – 5 km/1 điểm, nền đường rộng 17 m, đạt vận tốc tối đa 90 km/h. Giai đoạn hoàn chỉnh, đường sẽ có 6 làn xe, 2 làn dừng khẩn cấp liên tục, vận tốc thiết kế 120 km/h. Trên tuyến có hầm Thần Vũ dài 1.100 m xuyên qua núi Thần Vũ nối hai xã Tân Châu và Thần Lĩnh, trong giai đoạn đầu sẽ khai thác 1 hầm phía bên phải, hầm bên trái được sử dụng làm hầm cứu nạn, vận tốc tối đa 70 km/h; cao tốc này còn có một cây cầu lớn là cầu Hưng Đức dài 4.036 m vượt sông Lam tại ranh giới hai tỉnh.

## Xây dựng
Công trình có tổng mức đầu tư là 11.157 tỷ đồng theo hình thức PPP (hợp đồng BOT); do liên danh Công ty TNHH Hòa Hiệp – Công ty Cổ phần Tập đoàn CIENCO 4 – Công ty TNHH Đầu tư Núi Hồng – Tổng công ty Xây dựng Trường Sơn – Công ty cổ phần Đầu tư và Xây dựng VINA2 và doanh nghiệp dự án là Công ty Cổ phần Đầu tư Phúc Thành Hưng. Cao tốc này đã được khởi công xây dựng vào ngày 22 tháng 5 năm 2021 và đã khánh thành, thông xe vào ngày 28 tháng 4 năm 2024 đoạn từ nút giao Diễn Cát đến nút giao Quốc lộ 46. Phân đoạn từ nút giao Quốc lộ 46 đến cuối tuyến (nút giao Bãi Vọt) chính thức thông xe ngày 29 tháng 6 năm 2024 và đưa vào hoạt động vào ngày 30 tháng 6 năm 2024. Tuyến cao tốc chính thức đưa vào thu phí từ ngày 5 tháng 1 năm 2025.

## Chi tiết tuyến đường

Bảng thông tin tốc độ cao tốc (Trừ đoạn hầm Thần Vũ và đường dẫn)

### Làn xe
- 4 làn xe, có điểm dừng khẩn cấp
- Hầm Thần Vũ: 2 làn xe; đường dẫn 4 làn xe

### Chiều dài
- Toàn tuyến: 49 km

### Tốc độ giới hạn
- Tối đa: 90 km/h, Tối thiểu: 60 km/h
- Hầm Thần Vũ: Tối đa: 70 km/h, Tối thiểu: 50 km/h
- Đường dẫn hầm Thần Vũ, cầu Xuân Dương 1, cầu Xuân Dương 2, cầu Ồ Ồ: Tối đa: 80 km/h, Tối thiểu: 60 km/h

### Đường hầm
| Tên hầm     | Vị trí                                               | Chiều dài | Năm hoàn thành | Ghi chú                                                             |
| ----------- | ---------------------------------------------------- | --------- | -------------- | ------------------------------------------------------------------- |
| Hầm Thần Vũ | Diễn Phú, Diễn Châu · Nghi Phương, Nghi Lộc, Nghệ An | 1,13 km   | 2024           | Ranh giới Diễn Châu – Nghi Lộc Hoàn thiện 1 nhánh hầm ở giai đoạn 1 |

## Lộ trình chi tiết
- IC - Nút giao, JCT - Điểm lên xuống, SA - Khu vực dịch vụ (Trạm dừng nghỉ), TN - Hầm đường bộ, TG - Trạm thu phí, BR - Cầu
- Đơn vị đo khoảng cách là km.

| Ký hiệu                                                  | Tên                                                      | Khoảng cách từ đầu tuyến                                 | Kết nối                                                  | Ghi chú                                                   | Vị trí                                                   | Vị trí                                                   |
| Kết nối trực tiếp với Đường cao tốc Nghi Sơn – Diễn Châu | Kết nối trực tiếp với Đường cao tốc Nghi Sơn – Diễn Châu | Kết nối trực tiếp với Đường cao tốc Nghi Sơn – Diễn Châu | Kết nối trực tiếp với Đường cao tốc Nghi Sơn – Diễn Châu | Kết nối trực tiếp với Đường cao tốc Nghi Sơn – Diễn Châu  | Kết nối trực tiếp với Đường cao tốc Nghi Sơn – Diễn Châu | Kết nối trực tiếp với Đường cao tốc Nghi Sơn – Diễn Châu |
| -------------------------------------------------------- | -------------------------------------------------------- | -------------------------------------------------------- | -------------------------------------------------------- | --------------------------------------------------------- | -------------------------------------------------------- | -------------------------------------------------------- |
| 1                                                        | IC Diễn Cát                                              | 430                                                      | Quốc lộ 7                                                | Đầu tuyến đường cao tốc                                   | Nghệ An                                                  | Minh Châu                                                |
| TG                                                       | Trạm thu phí                                             | 430.5                                                    |                                                          |                                                           | Nghệ An                                                  | Tân Châu                                                 |
| BR                                                       | Cầu Xuân Dương 1                                         | ↓                                                        |                                                          | Vượt kênh Xuân Dương                                      | Nghệ An                                                  | Tân Châu                                                 |
| BR                                                       | Cầu Xuân Dương 2                                         | ↓                                                        |                                                          | Vượt hồ Xuân Dương                                        | Nghệ An                                                  | Tân Châu                                                 |
| TN                                                       | Hầm đường bộ Thần Vũ                                     | ↓                                                        |                                                          | Hoàn thiện 1 nhánh hầm ở giai đoạn 1                      | Nghệ An                                                  | Ranh giới Tân Châu – Thần Lĩnh                           |
| SA                                                       | Trạm dừng nghỉ tạm                                       |                                                          | Cửa hầm Thần Vũ                                          |                                                           | Nghệ An                                                  | Thần Lĩnh                                                |
| BR                                                       | Cầu Ồ Ồ                                                  | ↓                                                        |                                                          | Vượt hồ Ồ Ồ                                               | Nghệ An                                                  | Thần Lĩnh                                                |
| 2                                                        | IC Nghi Đồng                                             | 445.8                                                    | Đường tỉnh 534B (Quốc lộ 7C)                             |                                                           | Nghệ An                                                  | Thần Lĩnh                                                |
| 3                                                        | IC Quốc lộ 46A                                           | 458.8                                                    | Quốc lộ 46A                                              | Kết nối với Đường cao tốc Vinh – Thanh Thủy Chưa thi công | Nghệ An                                                  | Hưng Nguyên                                              |
| BR                                                       | Cầu Sông Đào 1                                           | ↓                                                        |                                                          | Vượt sông Đào                                             | Nghệ An                                                  | Hưng Nguyên                                              |
| BR                                                       | Cầu Sông Đào 2                                           | ↓                                                        |                                                          | Vượt sông Đào                                             | Nghệ An                                                  | Hưng Nguyên                                              |
| BR                                                       | Cầu Sông Đào 3                                           | ↓                                                        |                                                          | Vượt sông Đào                                             | Nghệ An                                                  | Hưng Nguyên Nam                                          |
| BR                                                       | Cầu Hưng Thịnh 1                                         | ↓                                                        |                                                          | Vượt Đường sắt Bắc Nam                                    | Nghệ An                                                  | Lam Thành                                                |
| BR                                                       | Cầu Hưng Đức                                             | ↓                                                        |                                                          | Vượt sông Lam                                             | Ranh giới Nghệ An – Hà Tĩnh                              | Ranh giới Nghệ An – Hà Tĩnh                              |
| SA                                                       | Trạm dừng nghỉ                                           | 478.2                                                    |                                                          | Chưa thi công                                             | Hà Tĩnh                                                  | Đức Quang                                                |
| TG                                                       | Trạm thu phí                                             | 479.2                                                    |                                                          |                                                           | Hà Tĩnh                                                  | Đức Quang                                                |
| 4                                                        | IC Bãi Vọt                                               | 479.3                                                    | Quốc lộ 8                                                | Cuối tuyến đường cao tốc                                  | Hà Tĩnh                                                  | Đức Quang                                                |
| Kết nối trực tiếp với Đường cao tốc Bãi Vọt – Hàm Nghi   |                                                          |                                                          |                                                          |                                                           |                                                          |                                                          |
| 1.000 mi = 1.609 km; 1.000 km = 0.621 mi                 |                                                          |                                                          |                                                          |                                                           |                                                          |                                                          |